# Desmeocraera subvaria
Desmeocraera subvaria är en fjärilsart som beskrevs av Sergius G. Kiriakoff 1958. Desmeocraera subvaria ingår i släktet Desmeocraera och familjen tandspinnare. Inga underarter finns listade i Catalogue of Life.